# Déborah Anex
Déborah Anex (* 7. Mai 1992) ist eine Schweizer Fussballschiedsrichterin.
Seit 2021 steht sie auf der Liste der FIFA-Schiedsrichter und leitet internationale Fussballpartien. Sie gehört zur Gruppe der First-Category-Schiedsrichterinnen der UEFA.
Anex leitete bereits Spiele im Schweizer Cup, in der europäischen WM-Qualifikation für Weltmeisterschaft 2023 in Australien und Neuseeland (drei Spiele), in der Women’s Nations League und in der Qualifikation für die Women’s Champions League.
Anex arbeitet als Übersetzerin.